# Doru-Claudian Frunzulică
Doru Claudian Frunzulică, né le 8 juillet 1959, est un homme politique roumain, membre du Parti social-démocrate (PSD).

## Biographie
Il est élu député européen en 2014, en tant que candidat de l'Union nationale pour le progrès de la Roumanie (UNPR). Il siège au sein du groupe de l'Alliance progressiste des socialistes et démocrates au Parlement européen. Il quitte l'UNPR et rejoint le PSD en juin 2016.